# Rhipidia monoctenia
Rhipidia monoctenia är en tvåvingeart som först beskrevs av Alexander 1935.  Rhipidia monoctenia ingår i släktet Rhipidia och familjen småharkrankar. Inga underarter finns listade i Catalogue of Life.